# Ann Hughesová
Ann Hughes, (* 21. ledna 1960 Spojené království) je bývalá reprezentantka Spojeného království v judu.

## Sportovní kariéra
S judem začala v 7 letech v liverpoolském klubu Waterloo. Později se přesunula do Londýna, kde se připravovala v klubu Budokwai. Civilním povoláním byla sekretářka. V roce 1986 si s Dianne Bellovou vyměnila váhové kategorie a oběma judistkám tento krok prospěl. Do olympijských her v Barceloně však výkonnost neudržela. Na přelomu 90. let ji z pozice reprezentační jedničky vytlačila Nicola Fairbrotherová.

## Výsledky
| Turnaj             | 1979             | 1980             | 1981             | 1982             | 1983             | 1984             | 1985             | 1986       | 1987       | 1988       | 1989       |
| Turnaj             | 19               | 20               | 21               | 22               | 23               | 24               | 25               | 26         | 27         | 28         | 29         |
| Turnaj             | polostřední váha | polostřední váha | polostřední váha | polostřední váha | polostřední váha | polostřední váha | polostřední váha | lehká váha | lehká váha | lehká váha | lehká váha |
| ------------------ | ---------------- | ---------------- | ---------------- | ---------------- | ---------------- | ---------------- | ---------------- | ---------- | ---------- | ---------- | ---------- |
| Mistrovství světa  |                  | úč.              |                  | úč.              |                  | 7.               |                  | 1.         | 3.         |            | 2.         |
| Mistrovství Evropy | úč.              | ?                | 1.               | úč.              | 1.               | 3.               | 3.               | 3.         | 2.         | ?          | —          |